# Реясильвія (кратер)
Реясильвія — ударний кратер на астероїді Веста у головному поясі астероїдів. Його діаметр становить 505 кілометрів, при тому, екваторіальний діаметр самої Вести становить 569 кілометрів. За відношенням розміру кратера до загального розміру тіла Реясільвія входить до числа лідерів в Сонячній системі.

## Відкриття та назва
Кратер Реясильвія був відкритий у 1997 році космічним телескопом Хаббла, проте отримав назву лише у 2011. Кратер названий на честь міфічної весталки Реї Сільвії матері близнюків Ромула та Рема, які, згідно з давньоримською міфологією, заснували Рим. Для назви кратера Міжнародний астрономічний союз скоротив імʼя Реї Сільвії, щоб уникнути повторень.

## Характеристики

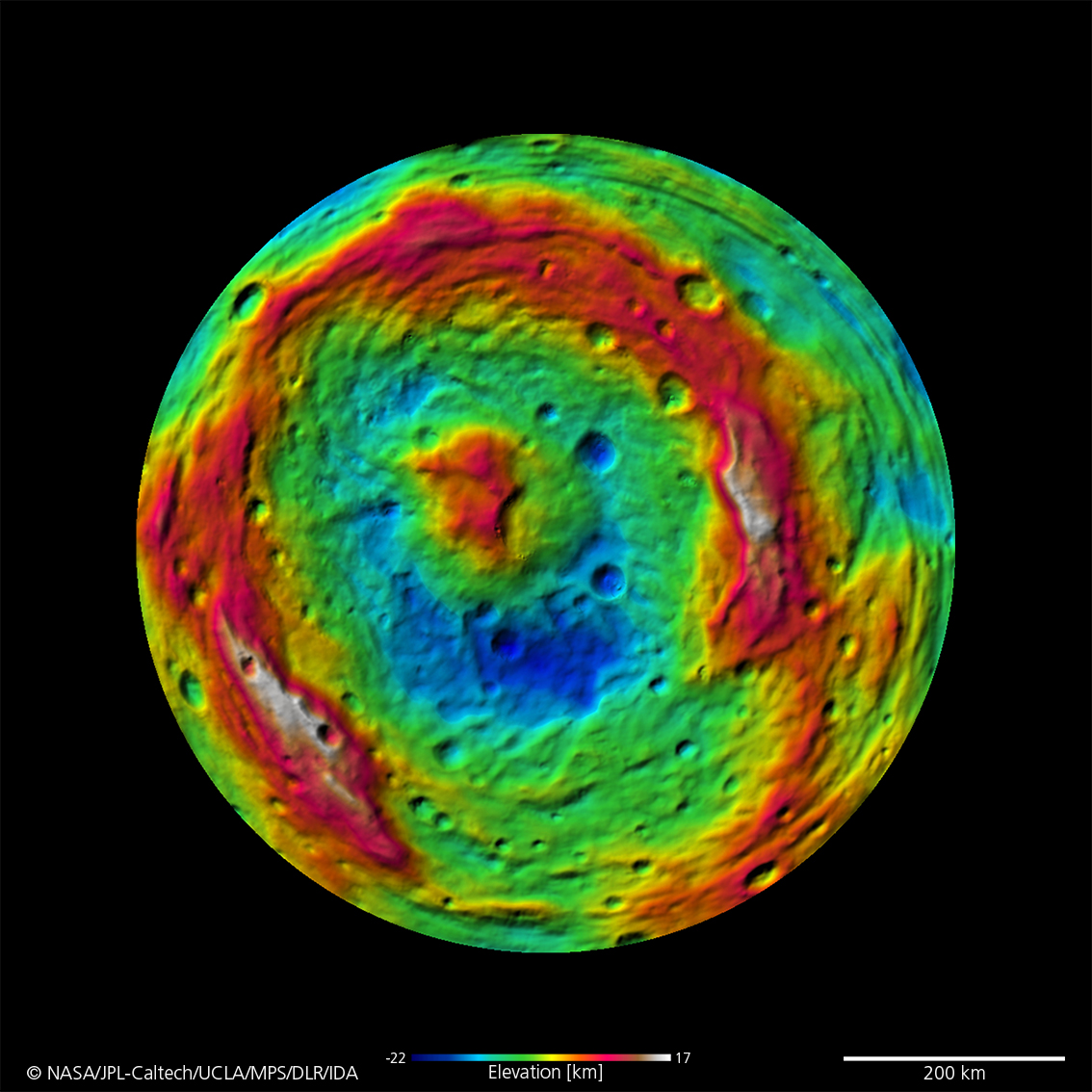
Карта висот на Весті: червоний колір вказує на більшу висоту, синій на западини

Глибина кратера в деяких місцях досягає 19 км, в той час як його стінки підносяться над рештою поверхні Вести на висоту від 4 до 12 км. Таким чином, різниця у висоті між найглибшою і високою точками кратера складає 31 км.
У центрі кратера знаходиться пік, діаметр основи якого становить 180 кілометрів, а висота 22 кілометри, що робить його найвищою відомою горою у всій Сонячній системі. При формуванні кратера, близько 1 % речовини Вести було викинуто в міжпланетний простір і пізніше вона сформувала окреме сімейство астероїдів. Удар був такої сили, що частково оголив мантію небесного тіла. Дивно, що Веста змогла пережити цей катаклізм.
Ще однією геологічною особливістю Вести, пов'язаною з кратером Реясільвія, є так звані борозни Дівалія. Це серія паралельних екваторіальних борозен, що проходять крізь кратер. Найбільша з них має довжину 465 кілометрів, ширину від 10 до 22 кілометрів і глибину 5 кілометрів. Вважається, що ці борозни виникли в результаті стиснення Вести після удару, який породив кратер.